# Giuseppe Berlendis

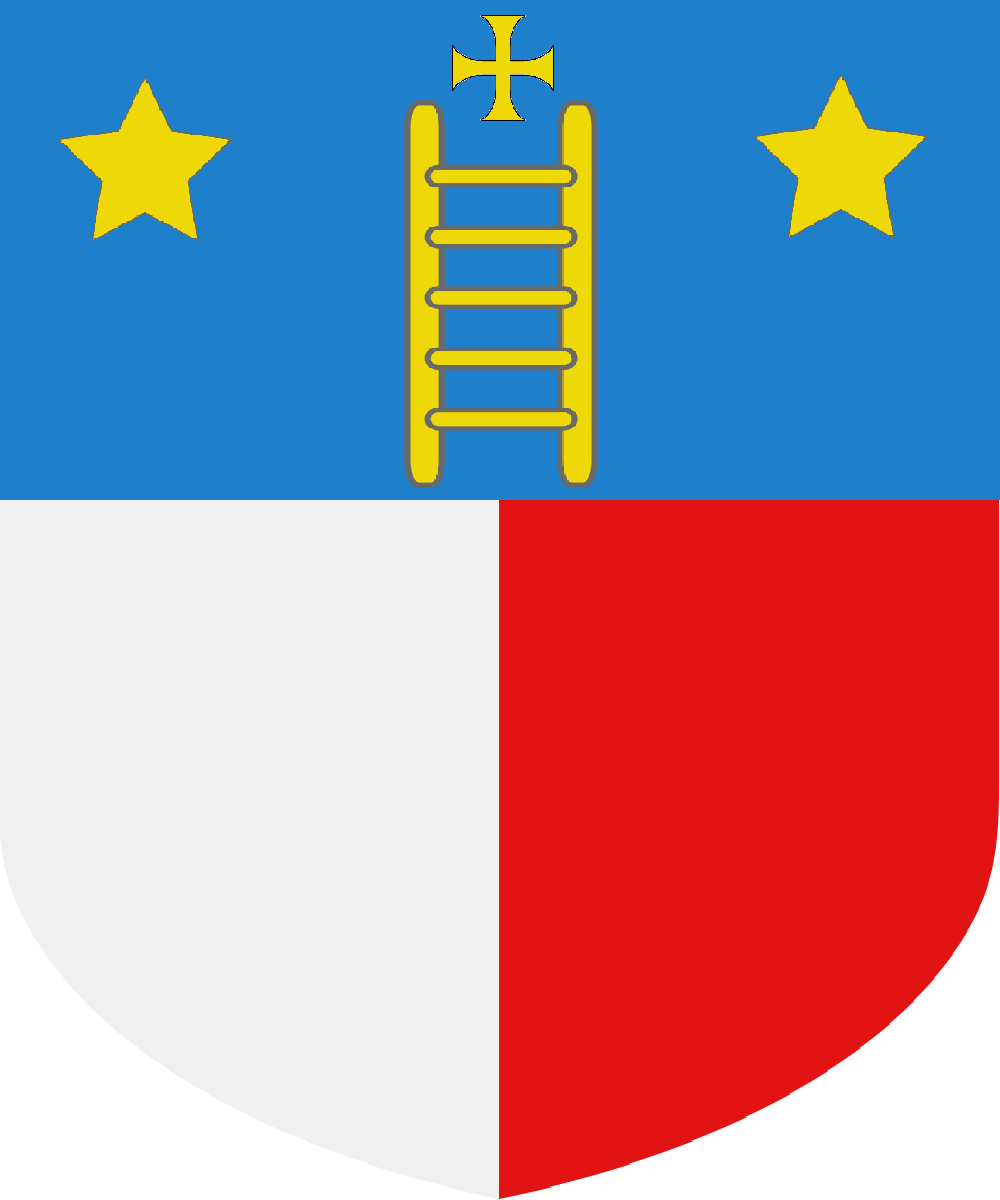
Stemma Berlendis

Giuseppe Berlendis (Olmo al Brembo, 19 gennaio 1795 – Bergamo, 10 novembre 1869) è stato un architetto e incisore italiano.

## Biografia
Giuseppe nacque nella piccola frazione di Malpasso del comune di Olmo al Brembo in Val Brembana.  I Berlendis erano un'antica famiglia nobile di Bergamo. Dopo un periodo di studio presso l'Accademia Carrara, si trasferì a Genova dove rimase per dodici anni eseguendo lavori da incisore e decoratore dove ebbe modo di studiare l'architettura cittadina.
Tornato a Bergamo pubblicò i volumi con i suoi lavori di incisione che ebbero una certa fama. La sua capacità di precisione nel riprodurre i monumenti nei minimi particolari, contribuì alla diffusione nel vedutismo nella città orobica.
Berlendis proseguì poi con l'attività di architetto progettando la facciata della chiesa di Seriate, progetto che fu favorevolmente accolto con l'incarico della realizzazione nel 1832. Seguirono poi i progetti per la chiesa di Valnegra e quello più importante della riedificazione della Settecentesca chiesa di Sant'Anna in Borgo Palazzo. La ricostruzione dell'edificio iniziò nel 1841 con la posa della prima pietra, terminando nel 1856.

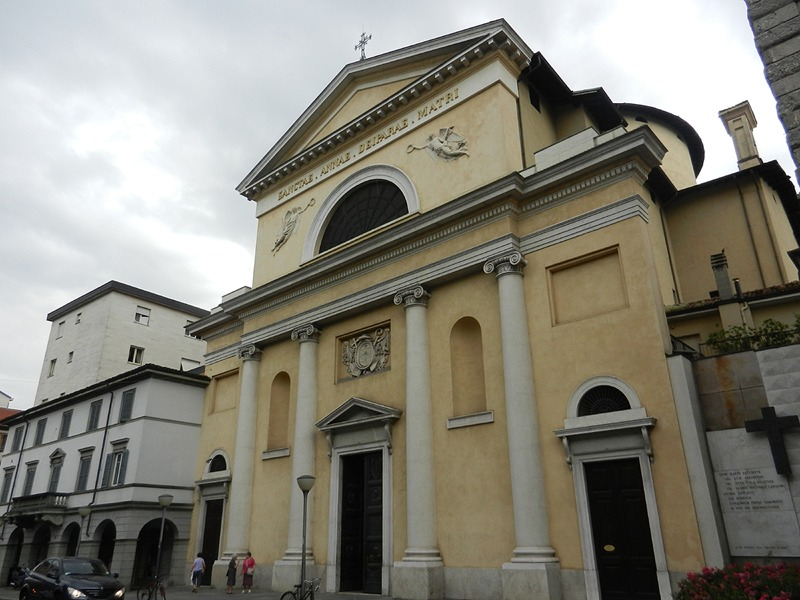
chiesa di Sant'Anna

Non mancarono anche suoi lavori come decoratore in alcune chiese della bergamasca, tra queste nel 1824 il Santuario della Madonna della Gamba.

## Opere
Il Berlendis, tornato dalla sua esperienza genovese pubblicò volumi con le sue incisioni:
- Raccolta delle migliori fabbriche ed ornamenti della città di Genova disegnate dall'architetto e pittore Giuseppe Berlendis bergamasco, Milano, 1828.[5]
- Raccolta d'ornamenti nuovamente inventati, Milano, 1829.
- Principali monumenti della città e provincia di Bergamo, Bergamo, 1843.
- N°. X vedute delle più interessanti della città di Bergamo, Bergamo, s.d.
- N°. XIII vedute delle più interessanti della città di Bergamo, Bergamo, s.d..
- Raccolta di incisioni, Bergamo, 1856.

Seguirono progetti architettonici tra cui il più importante la chiesa di Sant'Anna in Borgo Palazzo.
- Monumento funebre a Teresina Colleoni Agricola Cortenova;
- Cappella funebre della famiglia Vitalba Almenno San Salvatore;
- progetto per la chiesa di San Giorgio a Nese nel 1846;
- progetto per la chiesa di San Giovanni Bianco completata nel 1864.